# Heimatmuseum der Parabutscher Donauschwaben

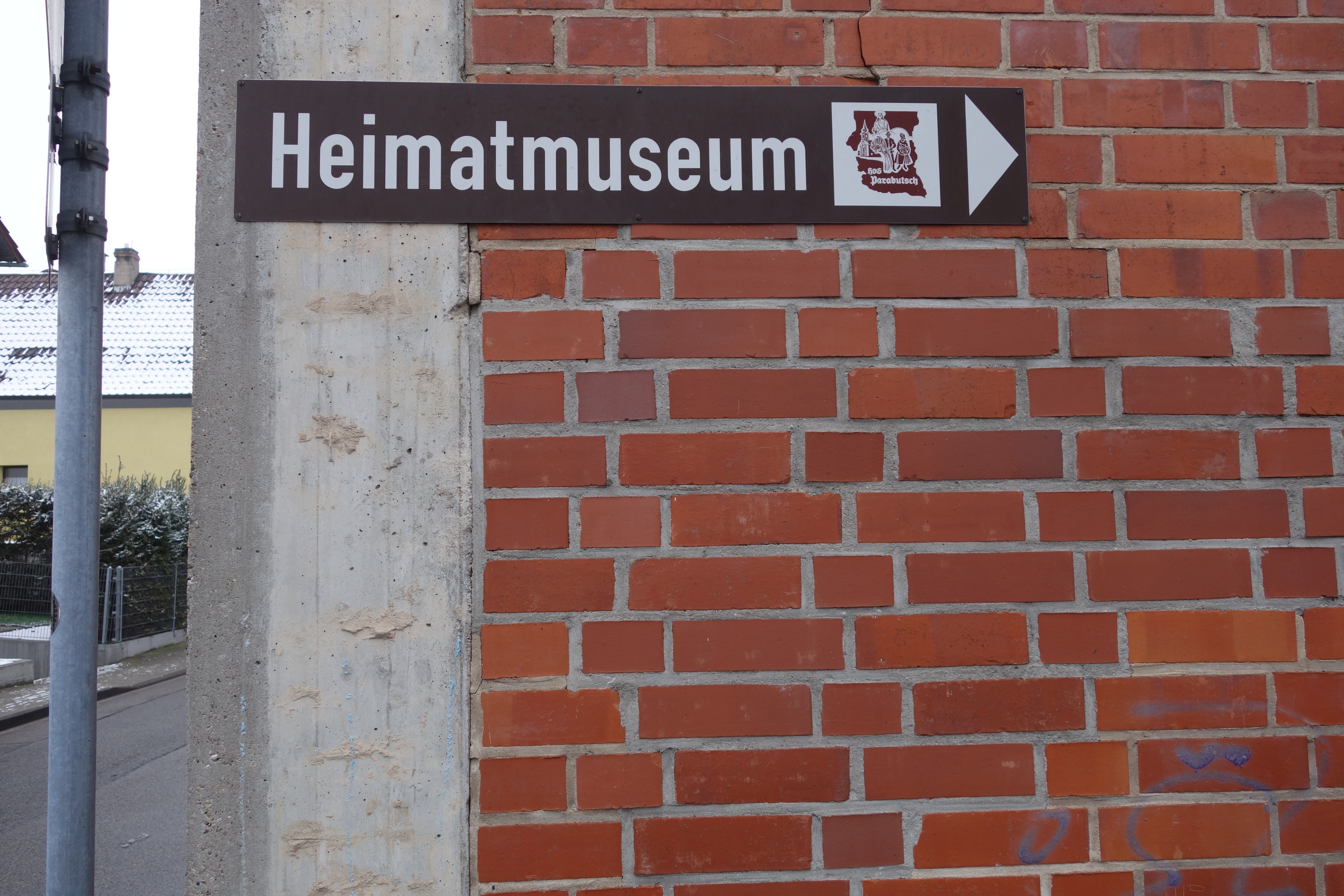

Das Heimatmuseum der Parabutscher Donauschwaben präsentiert die Geschichte der deutschen Besiedlung des Ortes Parabutsch in Serbien, heute Ratkovo, von 1786 bis zur Vertreibung im Zweiten Weltkrieg 1944. Es befindet sich im Bürgerhaus der Gemeinde Bad Schönborn im Ortsteil Bad Langenbrücken in Baden-Württemberg, über 1000 Kilometer von Ratkovo entfernt.

## Geschichte von Parabutsch (Ratkovo)
Die Gemeinde Ratkovo, das frühere Parabutsch, befindet sich im Zwischenstromland von Donau und Theiß, in der Opština Odžaci im Okrug Zapadna Bačka (Batschka) der autonomen Provinz Vojvodina, im heutigen Serbien. 1948 wurde der Ort Parabuć in Ratkovo nach dem serbischen Nationalhelden Ratko Pavlović, genannt „Chico“, in Ratkovo umbenannt. Die dortige deutsche katholische Gemeinde zählte einst knapp 4000 Mitglieder. Heute leben in Parabutsch fast ausnahmslos slawische, meist serbische Zuwanderer, neben dem serbischen Einwandererteil, den es seit der Ortsgründung immer gegeben hat.
Die Spuren erster slawischer Siedler reichen bis in das Jahr 1650 zurück. Im Jahr 1700 gründeten sie das Dorf Parabutsch und bauten es in der heutigen Form aus. In osmanischen Aufzeichnungen (Defter) wird Parabutsch als öde Ortschaft bezeichnet, als eine von 150 verlassenen Siedlungen. Die 150-jährige Herrschaft der Türken hatte zur Verwüstung und Entvölkerung der ganzen Pannonischen Tiefebene geführt. 1748 begann im Ort im Rahmen des zweiten kleinen Schwabenzugs die planmäßige Ansiedlung von 200 deutschen Familien, die in der Regel wegen des Feldmangels ihre Heimat verließen und hier bisher herrenloses Land als Besitz erhielten. Sie kamen aus Bayern, Württemberg, Pfalz und Baden. Zudem zogen Franzosen aus Lothringen im östlichen Teil des Dorfes ein. Um 1772 war diese Zuwanderung abgeschlossen. Die ersten beiden Generationen hatten noch mit vielen Entbehrungen zu kämpfen, eine Choleraepidemie forderte mehr als 800 Opfer. Die nach der Gegend ihrer Ansiedlung allgemein als Donauschwaben bezeichneten Deutschen betrachteten sich selbst bald, unabhängig von ihrer tatsächlichen Herkunft, als Schwaben.
Erst die letzte Generation der Parabutscher Donauschwaben hatte es zu einem soliden Wohlstand gebracht. Mit dem Ende des Zweiten Weltkriegs und dem Rückzug des deutschen Heeres emigrierten am 8. und 9. Oktober 1944 auch die meisten deutschstämmigen Einwohner, wie sie meinten „vorübergehend über die Donau“ nach Westen. Insgesamt waren es 2450 Menschen, von denen 62 die Flucht nicht überlebten. Einige gingen zu Verwandten nach Amerika, die weitaus meisten kamen, nach vielen Umwegen, in die Heimat der Auswanderervorfahren, in den deutschen Südwesten. Bad Schönborn-Langenbrücken wurde für sie ein zentraler Ort und „nach und nach für fast 600 Personen eine neue Heimat“, die in Eigenleistung erstellte Siedlung nannten die Einheimischen anfangs noch „Batschka“. Niemand kehrte zurück, im Jahr 2018 lebten noch drei deutschstämmige Personen in Parabutsch. Etwa 480 der 650 Zurückgebliebenen, vor allem Alte und Kinder, waren in russischen oder serbischen Zwangslagern umgekommen.
Zu Ratkovo wird zwischen beiden Orten seit Langem ein partnerschaftliches Verhältnis gepflegt. Nach ersten Kontaktbesuchen im Jahr 2002 gab es im Jahr 2007 einen Höhepunkt mit dem Besuch des Bürgermeisters von Ratkovo Prelic und seinem Stellvertreter in Bad Schönborn.

## Geschichte des Museums
Das mehrfach preisgekrönte Heimatmuseum besteht seit 1986. Nach einer umfassenden Renovierung und Neugestaltung, begonnen am 20. Juli 2018, wurde es am 7. Oktober des Jahres wieder eröffnet. Die jährliche Besucherzahl wurde zu der Zeit mit 800 angegeben.
Auch in Ratkovo, im dortigen Pfarrhof, befindet sich inzwischen ein kleines Museum zur Geschichte der Parabutscher Schwaben.

## Ausstellung
Die Präsentation der Volkskultur der Donauschwaben ist in zwei Museumsräumen untergebracht. Im ersten Raum zeigen große Schautafeln die Geschichte der Parabutscher, von der Ansiedlung in Parabutsch, ihre Flucht zum Ende des Zweiten Weltkrieges bis zur Immigration nach Neuenbrücken im Jahr 1946. Herausragendes Schaustück ist ein etwa 3 × 5 Meter großes Modell des Ortes, mit den Straßennamen und einer Liste der Familiennamen der Bewohner der jeweiligen Gebäude des Jahres 1944. Ein Nachbau der sogenannten Ulmer Schachtel erinnert an die Ankunft der ersten deutschen Anwohner, ein Einweg-Bootstyp, der seit dem Mittelalter auf der Donau der Waren-, Passagier- und Truppenbeförderung diente. Er wurde lediglich für Donaufahrten stromabwärts verwendet – auch von den Siedlern kam damals selten jemand zurück.
Die letztliche Flucht und Vertreibung wird mit einem originalen Planwagen dargestellt. Zahlreiche Sakralgegenstände aus der Heimatkirche sind, wie es in einem Faltblatt des Museums aus dem Jahr 2018 heißt, „für die älteren Landsleute mit vielen emotionalen Erinnerungen verknüpft“.
Der zweite Raum im Obergeschoss zeigt das Alltagsleben der Landwirte und Handwerker. In großen Glasvitrinen befinden sich etwa zwei Dutzend Trachten, die nach Originalvorlagen angefertigt wurden. In der sogenannten „Paradestub“, der kaum genutzten „guten Stube“ wird die Aussteuer der heiratswilligen jungen Frau zur Schau gestellt. Kunstvolle, mit Intarsien eingelegte Bettstellen sowie prachtvolle Stoffe lassen den Wert einer solchen Aussteuer erahnen.

## Heimatortsgemeinschaft (HOG) Parabutsch e. V.
Träger des Parabutsch-Museum ist die Heimatortsgemeinschaft (HOG) Parabutsch mit Sitz in Bad Schönborn. In ihren Händen liegt die Leitung, Pflege und Öffentlichkeitsarbeit des Museums. Neben regelmäßigen Treffen der Mitglieder und Pflege des Brauchtums werden gemeinsame Fahrten nach Parabutsch und in dessen Nähe gelegenen Orten organisiert. Seit 1957 veranstalten die Parabutscher ein Pfingsttreffen. Im Jahr 1969 wurde auf dem Friedhof ein Totenehrenmal eingeweiht, an dem man sich zu Pfingsten zusammenfindet. Sei 1986 besteht eine Trachtentanzgruppe, die seitdem bei regionalen Veranstaltungen präsent ist.
Anfang 2001 wurde ein zweibändiges „Familienbuch Parabutsch“ vorgestellt. Alljährlich erscheint der „Parabuter“, ein Monats-Wandkalender mit aktuellen und historischen Artikeln und Fotos über Parabutsch beziehungsweise Ratkovo und das Vereinsleben der Heimatortsgemeinschaft.